# Alfio Basile
Alfredo Basile, detto Alfio (Bahía Blanca, 1º novembre 1943), è un allenatore di calcio ed ex calciatore argentino.
Da calciatore ha vinto 2 campionati argentini (1966 e il Metropolitano 1973), 1 Libertadores (1967) e 1 Intercontinentale (1967). Tra il 1967 e il 1973 è stato convocato dalla Nazionale argentina.
Nel 1975 inizia la carriera d'allenatore. In quasi quarant'anni da tecnico, ha allenato 14 squadre differenti e la Nazionale argentina. Dopo aver guidato sette squadre argentine, gli uruguaiani del Nacional e gli spagnoli dell'Atlético Madrid, vincendo unicamente una Supercoppa sudamericana nel 1988 col Racing, nel 1991 è chiamato sulla panchina della Nazionale argentina. Con l'Albiceleste vince la Coppa America 1991, la Coppa re Fahd 1992 e la Coppa America 1993, tutte e tre le competizioni senza perdere alcun incontro. Ai Mondiali 1994, l'Argentina esce agli ottavi contro la Romania (3-2). Tornato ad allenare in patria, nel 2000 passa ai messicani dell'America, vincendo l'unica edizione della CONCACAF Giants Cup, competizione disputata nel 2001. Nel 2005 arriva sulla panchina del Boca Juniors, vincendo 2 campionati argentini (Apertura 2005 e Clausura 2006), 1 Copa Sudamericana (2005) e 2 Recope Sudamericane (2005 e 2006). Tra il 2006 e il 2008 torna ad allenare l'Argentina, partecipando alla Coppa America 2007 prima di fare ritorno al Boca Juniors. Dal 2012, dopo la sua quarta esperienza sulla panchina del Racing, è senza squadra.
Nel 1991 ottiene il titolo di allenatore sudamericano dell'anno.

## Carriera

### Giocatore
Figlio di immigrati Italiani provenienti da Catania, Basile cominciò la carriera al Bella Vista di Bahía Blanca, sua città natale. Dal 1964 al 1970 giocò per il Racing Club, e quindi nell'Huracán, dove fu un elemento importante della squadra che, guidata da César Luis Menotti, vinse il Metropolitano 1973. Inoltre Basile giocò per l'Argentina. Basile si ritirò dall'attività nel 1975. È soprannominato El Coco.

### Allenatore
Dopo il ritiro dall'attività, Basile allenò numerose squadre argentine, tra le quali il Rosario Central, il Racing Club, l'Huracán e il Vélez Sársfield, e tre squadre estere, il Nacional Montevideo, l'Atlético Madrid e l'América di Città del Messico.
La sua carriera come allenatore raggiunse la prima massima vetta all'inizio degli anni novanta, quando condusse la nazionale argentina alla vittoria in due Coppe America e alla partecipazione a due Confederations Cup, nel 1992 e nel 1995 (Passarella sulla panchina). Il cammino nelle qualificazioni a USA 1994 sembrava tranquillo, fino a una clamorosa sconfitta per 5-0 in casa con la Colombia. Dopo quel traumatico evento, fu fatto tornare all'attività Diego Maradona per farlo giocare nel play-off contro l'Australia.
In quegli stessi Mondiali, l'Argentina aprì con due roboanti vittorie sulla Grecia e sulla Nigeria. Comunque, le controversie non tardarono ad arrivare. Maradona, ancora una volta la stella della squadra, sottoposto al test antidoping dopo la gara con la Nigeria, fu squalificato dopo che nel suo campione erano state trovate tracce di efedrina. L'Argentina arrivò agli ottavi, ma il morale era a terra e la squadra fu eliminata, sconfitta dalla Romania.
Basile andò ad allenare il San Lorenzo, quindi l'América in Messico e il Colón de Santa Fe con risultati alterni. Nel luglio 2005 fu assunto come coach del Boca Juniors e vinse la Recopa Sudamericana 2005 solo un mese dopo. Quindi vinse il suo primo titolo nazionale argentino da allenatore (Apertura 2005). Quattro giorni dopo, il Boca vinse la Copa Sudamericana contro i messicani dell'UNAM Pumas.
Nel luglio 2006, gli fu per la prima volta offerta nuovamente la panchina della nazionale argentina: lui accettò. Basile rimase al Boca Juniors fino al 14 settembre 2006, quando la squadra vinse la seconda Recopa Sudamericana consecutiva con un successo sul San Paolo.
Noto per preferire la Serie A e la Primera División al campionato inglese, fece notizia in Inghilterra quando consigliò fortemente Carlos Tévez e Javier Mascherano a trasferirsi in Italia, affermando che sarebbe stata la cosa migliore soprattutto per Mascherano "nel caso avesse voluto giocare in seconda divisione" con la Juventus. Il 16 ottobre 2008 ha presentato le sue dimissioni dopo la sconfitta dell'Argentina a Santiago contro il Cile.
Il 2 luglio 2009 torna nuovamente sulla panchina del Boca Juniors. Visti i risultati scarsi, il 22 gennaio 2010 si dimette a distanza di una settimana dall'inizio del Clausura 2010.
Il 26 dicembre 2011 torna ad allenare per la quarta volta il Racing Avellaneda in sostituzione di Diego Simeone, passato all'Atletico Madrid. Il 14 aprile 2012 lascia la guida del Racing Avellaneda in seguito alla pesante sconfitta della sua squadra per 4-1 contro l'Independiente con la squadra al 16º posto in classifica.

## Statistiche

### Giocatore

#### Cronologia presenze e reti in nazionale[6]
| Cronologia completa delle presenze e delle reti in nazionale ― Argentina | Cronologia completa delle presenze e delle reti in nazionale ― Argentina | Cronologia completa delle presenze e delle reti in nazionale ― Argentina | Cronologia completa delle presenze e delle reti in nazionale ― Argentina | Cronologia completa delle presenze e delle reti in nazionale ― Argentina | Cronologia completa delle presenze e delle reti in nazionale ― Argentina | Cronologia completa delle presenze e delle reti in nazionale ― Argentina | Cronologia completa delle presenze e delle reti in nazionale ― Argentina |
| Data                                                                     | Città                                                                    | In casa                                                                  | Risultato                                                                | Ospiti                                                                   | Competizione                                                             | Reti                                                                     | Note                                                                     |
| ------------------------------------------------------------------------ | ------------------------------------------------------------------------ | ------------------------------------------------------------------------ | ------------------------------------------------------------------------ | ------------------------------------------------------------------------ | ------------------------------------------------------------------------ | ------------------------------------------------------------------------ | ------------------------------------------------------------------------ |
| 20-6-1968                                                                | Montevideo                                                               | Uruguay                                                                  | 2 – 1                                                                    | Argentina                                                                | Copa Newton                                                              | -                                                                        |                                                                          |
| 7-8-1968                                                                 | Rio de Janeiro                                                           | Brasile                                                                  | 4 – 1                                                                    | Argentina                                                                | Amichevole                                                               | 1                                                                        |                                                                          |
| 11-8-1968                                                                | Belo Horizonte                                                           | Brasile                                                                  | 3 – 2                                                                    | Argentina                                                                | Amichevole                                                               | -                                                                        |                                                                          |
| 29-8-1968                                                                | Lima                                                                     | Perù                                                                     | 2 – 2                                                                    | Argentina                                                                | Amichevole                                                               | -                                                                        |                                                                          |
| 27-11-1968                                                               | Rosario                                                                  | Argentina                                                                | 4 – 0                                                                    | Cile                                                                     | Copa Carlos Dittborn                                                     | -                                                                        |                                                                          |
| 4-4-1969                                                                 | Asunción                                                                 | Paraguay                                                                 | 0 – 0                                                                    | Argentina                                                                | Amichevole                                                               | -                                                                        |                                                                          |
| 28-5-1969                                                                | Santiago del Cile                                                        | Cile                                                                     | 1 – 1                                                                    | Argentina                                                                | Amichevole                                                               | -                                                                        |                                                                          |
| 12-6-1969                                                                | La Plata                                                                 | Argentina                                                                | 2 – 1                                                                    | Cile                                                                     | Amichevole                                                               | -                                                                        |                                                                          |
| 3-8-1969                                                                 | Lima                                                                     | Perù                                                                     | 1 – 0                                                                    | Argentina                                                                | Qual. Mondiali 1970                                                      | -                                                                        |                                                                          |
| Totale                                                                   |                                                                          | Presenze                                                                 | 9                                                                        |                                                                          | Reti                                                                     | 1                                                                        |                                                                          |

### Allenatore
Statistiche aggiornate al 3 agosto 2025. In grassetto le competizioni vinte.
| Stagione               | Squadra                | Campionato             | Campionato | Campionato | Campionato | Campionato | Coppe nazionali | Coppe nazionali | Coppe nazionali | Coppe nazionali | Coppe nazionali | Coppe continentali | Coppe continentali | Coppe continentali | Coppe continentali | Coppe continentali | Altre coppe | Altre coppe | Altre coppe | Altre coppe | Altre coppe | Totale | Totale | Totale | Totale | % Vittorie | Piazzamento     |
| Stagione               | Squadra                | Comp                   | G          | V          | N          | P          | Comp            | G               | V               | N               | P               | Comp               | G                  | V                  | N                  | P                  | Comp        | G           | V           | N           | P           | G      | V      | N      | P      | % Vittorie | Piazzamento     |
| ---------------------- | ---------------------- | ---------------------- | ---------- | ---------- | ---------- | ---------- | --------------- | --------------- | --------------- | --------------- | --------------- | ------------------ | ------------------ | ------------------ | ------------------ | ------------------ | ----------- | ----------- | ----------- | ----------- | ----------- | ------ | ------ | ------ | ------ | ---------- | --------------- |
| 1975                   | Chacarita Juniors      | N                      | 16         | 3          | 4          | 9          | -               | -               | -               | -               | -               | -                  | -                  | -                  | -                  | -                  | -           | -           | -           | -           | -           | 16     | 3      | 4      | 9      | 18,75      | 6º              |
| 1976                   | Rosario Central        | N                      | 18         | 7          | 8          | 3          | -               | -               | -               | -               | -               | -                  | -                  | -                  | -                  | -                  | -           | -           | -           | -           | -           | 18     | 7      | 8      | 3      | 38,89      | 8º              |
| 1977                   | Racing Club            | M                      | 33         | 10         | 12         | 11         | -               | -               | -               | -               | -               | -                  | -                  | -                  | -                  | -                  | -           | -           | -           | -           | -           | 33     | 10     | 12     | 11     | 30,30      | Eson.           |
| 1978                   | Racing (C)             | N                      | 14         | 5          | 4          | 5          | -               | -               | -               | -               | -               | -                  | -                  | -                  | -                  | -                  | -           | -           | -           | -           | -           | 14     | 5      | 4      | 5      | 35,71      | 6º              |
| 1979                   | Instituto (C)          | N                      | 16         | 8          | 4          | 4          | -               | -               | -               | -               | -               | -                  | -                  | -                  | -                  | -                  | -           | -           | -           | -           | -           | 16     | 8      | 4      | 4      | 50,00      | 7º              |
| 1980                   | Racing (C)             | N                      | 20         | 11         | 2          | 7          | -               | -               | -               | -               | -               | -                  | -                  | -                  | -                  | -                  | -           | -           | -           | -           | -           | 20     | 11     | 2      | 7      | 55,00      | 2º              |
| 1981                   | Instituto (C)          | M+N                    | 34+16      | 13+6       | 6+5        | 15+5       | -               | -               | -               | -               | -               | -                  | -                  | -                  | -                  | -                  | -           | -           | -           | -           | -           | 50     | 19     | 11     | 20     | 38,00      | 9º+5º           |
| Totale Instituto (C)   | Totale Instituto (C)   | Totale Instituto (C)   | 66         | 27         | 15         | 24         |                 | -               | -               | -               | -               |                    | -                  | -                  | -                  | -                  |             | -           | -           | -           | -           | 66     | 27     | 15     | 24     | 40,91      |                 |
| 1982                   | Huracán                | N                      | 16         | 3          | 6          | 7          | -               | -               | -               | -               | -               | -                  | -                  | -                  | -                  | -                  | -           | -           | -           | -           | -           | 16     | 3      | 6      | 7      | 18,75      | 7º              |
| 1982                   | Nacional               | PD                     | 15         | 6          | 4          | 5          | -               | -               | -               | -               | -               | -                  | -                  | -                  | -                  | -                  | -           | -           | -           | -           | -           | 15     | 6      | 4      | 5      | 40,00      | Eson.           |
| 1982                   | Racing (C)             | M                      | 1          | 0          | 1          | 0          | -               | -               | -               | -               | -               | -                  | -                  | -                  | -                  | -                  | -           | -           | -           | -           | -           | 1      | 0      | 1      | 0      | &0,00      | Sub. 16º        |
| 1983                   | Racing (C)             | N+M                    | 16+6       | 8+1        | 6+3        | 2+2        | -               | -               | -               | -               | -               | -                  | -                  | -                  | -                  | -                  | -           | -           | -           | -           | -           | 22     | 9      | 9      | 4      | 40,91      | 5º+Eson.        |
| Totale Racing (C)      | Totale Racing (C)      | Totale Racing (C)      | 57         | 25         | 16         | 16         |                 | -               | -               | -               | -               |                    | -                  | -                  | -                  | -                  |             | -           | -           | -           | -           | 57     | 25     | 16     | 16     | 43,86      |                 |
| 1983                   | Talleres (C)           | M                      | 32         | 9          | 11         | 12         | -               | -               | -               | -               | -               | -                  | -                  | -                  | -                  | -                  | -           | -           | -           | -           | -           | 32     | 9      | 11     | 12     | 28,13      | Sub. 13°        |
| 1984                   | Vélez Sarsfield        | M                      | 36         | 14         | 14         | 8          | -               | -               | -               | -               | -               | -                  | -                  | -                  | -                  | -                  | -           | -           | -           | -           | -           | 36     | 14     | 14     | 8      | 38,89      | 6º              |
| 1985                   | Vélez Sarsfield        | N                      | 15         | 8          | 3          | 4          | -               | -               | -               | -               | -               | -                  | -                  | -                  | -                  | -                  | -           | -           | -           | -           | -           | 15     | 8      | 3      | 4      | 53,33      | 2º              |
| lug.-ott. 1985         | Vélez Sarsfield        | PD                     | 16         | 3          | 5          | 8          | -               | -               | -               | -               | -               | -                  | -                  | -                  | -                  | -                  | -           | -           | -           | -           | -           | 16     | 3      | 5      | 8      | 18,75      | Eson.           |
| 1985                   | Racing Club            | PDB                    | 4+6        | 1+4        | 1+1        | 2+1        | -               | -               | -               | -               | -               | -                  | -                  | -                  | -                  | -                  | -           | -           | -           | -           | -           | 10     | 5      | 2      | 3      | 50,00      | Sub. 2° (prom.) |
| 1986-1987              | Racing Club            | PD                     | 38+2       | 16+0       | 12+1       | 10+1       | -               | -               | -               | -               | -               | -                  | -                  | -                  | -                  | -                  | -           | -           | -           | -           | -           | 40     | 16     | 13     | 11     | 40,00      | 5°              |
| 1987-1988              | Racing Club            | PD                     | 38+6       | 15+3       | 18+2       | 5+1        | -               | -               | -               | -               | -               | -                  | -                  | -                  | -                  | -                  | SS          | 6           | 3           | 3           | 0           | 50     | 21     | 23     | 6      | 42,00      | 3°              |
| 1988-1989              | Racing Club            | PD                     | 38         | 13         | 16         | 9          | -               | -               | -               | -               | -               | CL                 | 8                  | 4                  | 1                  | 3                  | SI+RS       | 1+2         | 1+0         | 0+1         | 0+1         | 49     | 18     | 18     | 13     | 36,73      | 9°              |
| 1989-1990              | Vélez Sarsfield        | PD                     | 38         | 14         | 14         | 10         | -               | -               | -               | -               | -               | -                  | -                  | -                  | -                  | -                  | -           | -           | -           | -           | -           | 38     | 14     | 14     | 10     | 36,84      | 5º              |
| Totale Vélez Sarsfield | Totale Vélez Sarsfield | Totale Vélez Sarsfield | 105        | 39         | 36         | 30         |                 | -               | -               | -               | -               |                    | -                  | -                  | -                  | -                  |             | -           | -           | -           | -           | 105    | 39     | 36     | 30     | 37,14      |                 |
| feb.-giu. 1995         | Atlético Madrid        | PD                     | 14         | 6          | 3          | 5          | CR              | 2               | 0               | 1               | 1               | -                  | -                  | -                  | -                  | -                  | -           | -           | -           | -           | -           | 16     | 6      | 4      | 6      | 37,50      | Sub. eson.      |
| 1996-1997              | Racing Club            | A+C                    | 19+19      | 9+7        | 5+6        | 5+6        | -               | -               | -               | -               | -               | CL                 | 12                 | 4                  | 3                  | 5                  | SS          | 3           | 0           | 3           | 0           | 53     | 20     | 17     | 16     | 37,74      | 4º+7º           |
| ago.-set. 1997         | Racing Club            | A                      | 2          | 0          | 1          | 1          | -               | -               | -               | -               | -               | -                  | -                  | -                  | -                  | -                  | SS          | 2           | 0           | 1           | 1           | 4      | 0      | 2      | 2      | &0,00      | Eson.           |
| mar.-mag. 1998         | San Lorenzo            | C                      | 15         | 8          | 3          | 4          | -               | -               | -               | -               | -               | -                  | -                  | -                  | -                  | -                  | -           | -           | -           | -           | -           | 15     | 8      | 3      | 4      | 53,33      | Sub. 3º         |
| ago.-nov. 1998         | San Lorenzo            | A                      | 17         | 6          | 6          | 5          | -               | -               | -               | -               | -               | CM                 | 10                 | 3                  | 4                  | 3                  | -           | -           | -           | -           | -           | 27     | 9      | 10     | 8      | 33,33      | Eson.           |
| Totale San Lorenzo     | Totale San Lorenzo     | Totale San Lorenzo     | 32         | 14         | 9          | 9          |                 | -               | -               | -               | -               |                    | 10                 | 3                  | 4                  | 3                  |             | -           | -           | -           | -           | 42     | 17     | 13     | 12     | 40,48      |                 |
| 2000-2001              | América                | A+C                    | 12+21      | 6+8        | 4+9        | 2+4        | -               | -               | -               | -               | -               | -                  | -                  | -                  | -                  | -                  | CGC         | 4           | 4           | 0           | 0           | 37     | 18     | 13     | 6      | 48,65      | 7°+4°           |
| 2001                   | América                | A                      | 6          | 1          | 3          | 2          | -               | -               | -               | -               | -               | -                  | -                  | -                  | -                  | -                  | -           | -           | -           | -           | -           | 6      | 1      | 3      | 2      | 16,67      | Eson.           |
| Totale América         | Totale América         | Totale América         | 39         | 15         | 16         | 8          |                 | -               | -               | -               | -               |                    | -                  | -                  | -                  | -                  |             | 4           | 4           | 0           | 0           | 43     | 19     | 16     | 8      | 44,19      |                 |
| 2004                   | Colón (SF)             | A                      | 19         | 7          | 6          | 6          | -               | -               | -               | -               | -               | -                  | -                  | -                  | -                  | -                  | -           | -           | -           | -           | -           | 19     | 7      | 6      | 6      | 36,84      | 7°              |
| 2005-2006              | Boca Juniors           | A+C                    | 19+19      | 12+13      | 4+4        | 3+2        | -               | -               | -               | -               | -               | CS                 | 8                  | 3                  | 4                  | 1                  | RS          | 2           | 1           | 0           | 1           | 48     | 29     | 12     | 7      | 60,42      | 1º+1°           |
| ago.-set. 2006         | Boca Juniors           | A                      | 6          | 6          | 0          | 0          | -               | -               | -               | -               | -               | -                  | -                  | -                  | -                  | -                  | RS          | 2           | 1           | 1           | 0           | 8      | 7      | 1      | 0      | 87,50      | Risoluz.        |
| 2009                   | Boca Juniors           | A                      | 19         | 7          | 6          | 6          | -               | -               | -               | -               | -               | CS                 | 2                  | 0                  | 1                  | 1                  | -           | -           | -           | -           | -           | 21     | 7      | 6      | 6      | 33,33      | 11º             |
| Totale Boca Juniors    | Totale Boca Juniors    | Totale Boca Juniors    | 63         | 38         | 14         | 11         |                 | -               | -               | -               | -               |                    | 10                 | 3                  | 5                  | 2                  |             | 4           | 2           | 1           | 1           | 77     | 43     | 20     | 14     | 55,84      |                 |
| feb.-apr. 2012         | Racing Club            | C                      | 10         | 2          | 3          | 5          | CA              | 1               | 1               | 0               | 0               | -                  | -                  | -                  | -                  | -                  | -           | -           | -           | -           | -           | 11     | 3      | 3      | 5      | 27,27      | Dimis.          |
| Totale Racing Club     | Totale Racing Club     | Totale Racing Club     | 215        | 80         | 78         | 57         |                 | 1               | 1               | 0               | 0               |                    | 20                 | 8                  | 4                  | 8                  |             | 14          | 4           | 8           | 2           | 250    | 93     | 90     | 67     | 37,20      |                 |
| Totale carriera        | Totale carriera        | Totale carriera        | 707        | 279        | 226        | 202        |                 | 3               | 1               | 1               | 1               |                    | 40                 | 13                 | 14                 | 13                 |             | 22          | 10          | 9           | 3           | 772    | 303    | 250    | 219    | 39,25      |                 |

#### Panchine da commissario tecnico della nazionale argentina[12]
| Cronologia completa delle presenze e delle reti in nazionale ― Argentina | Cronologia completa delle presenze e delle reti in nazionale ― Argentina | Cronologia completa delle presenze e delle reti in nazionale ― Argentina | Cronologia completa delle presenze e delle reti in nazionale ― Argentina | Cronologia completa delle presenze e delle reti in nazionale ― Argentina | Cronologia completa delle presenze e delle reti in nazionale ― Argentina | Cronologia completa delle presenze e delle reti in nazionale ― Argentina | Cronologia completa delle presenze e delle reti in nazionale ― Argentina |
| Data                                                                     | Città                                                                    | In casa                                                                  | Risultato                                                                | Ospiti                                                                   | Competizione                                                             | Reti                                                                     | Note                                                                     |
| ------------------------------------------------------------------------ | ------------------------------------------------------------------------ | ------------------------------------------------------------------------ | ------------------------------------------------------------------------ | ------------------------------------------------------------------------ | ------------------------------------------------------------------------ | ------------------------------------------------------------------------ | ------------------------------------------------------------------------ |
| 19-2-1991                                                                | Rosario                                                                  | Argentina                                                                | 2 – 0                                                                    | Ungheria                                                                 | Amichevole                                                               | -                                                                        |                                                                          |
| 13-3-1991                                                                | Buenos Aires                                                             | Argentina                                                                | 0 – 0                                                                    | Messico                                                                  | Amichevole                                                               | -                                                                        |                                                                          |
| 27-3-1991                                                                | Buenos Aires                                                             | Argentina                                                                | 3 – 3                                                                    | Brasile                                                                  | Amichevole                                                               | -                                                                        |                                                                          |
| 19-5-1991                                                                | Palo Alto                                                                | Stati Uniti                                                              | 0 – 1                                                                    | Argentina                                                                | Amichevole                                                               | -                                                                        |                                                                          |
| 23-5-1991                                                                | Manchester                                                               | Unione Sovietica                                                         | 1 – 1                                                                    | Argentina                                                                | Stanley Rous Cup                                                         | -                                                                        |                                                                          |
| 25-5-1991                                                                | Londra                                                                   | Inghilterra                                                              | 2 – 2                                                                    | Argentina                                                                | Stanley Rous Cup                                                         | -                                                                        |                                                                          |
| 27-6-1991                                                                | Curitiba                                                                 | Brasile                                                                  | 1 – 1                                                                    | Argentina                                                                | Amichevole                                                               | -                                                                        |                                                                          |
| 8-7-1991                                                                 | Santiago del Cile                                                        | Argentina                                                                | 3 – 0                                                                    | Venezuela                                                                | Coppa America 1991 - 1º turno                                            | -                                                                        |                                                                          |
| 10-7-1991                                                                | Santiago del Cile                                                        | Cile                                                                     | 0 – 1                                                                    | Argentina                                                                | Coppa America 1991 - 1º turno                                            | -                                                                        |                                                                          |
| 12-7-1991                                                                | Concepción                                                               | Argentina                                                                | 4 – 1                                                                    | Paraguay                                                                 | Coppa America 1991 - 1º turno                                            | -                                                                        |                                                                          |
| 14-7-1991                                                                | Santiago del Cile                                                        | Argentina                                                                | 3 – 2                                                                    | Perù                                                                     | Coppa America 1991 - 1º turno                                            | -                                                                        |                                                                          |
| 17-7-1991                                                                | Santiago del Cile                                                        | Argentina                                                                | 3 – 2                                                                    | Brasile                                                                  | Coppa America 1991 - Girone finale                                       | -                                                                        |                                                                          |
| 19-7-1991                                                                | Santiago del Cile                                                        | Cile                                                                     | 0 – 0                                                                    | Argentina                                                                | Coppa America 1991 - Girone finale                                       | -                                                                        |                                                                          |
| 21-7-1991                                                                | Santiago del Cile                                                        | Argentina                                                                | 2 – 1                                                                    | Colombia                                                                 | Coppa America 1991 - Girone finale                                       | -                                                                        |                                                                          |
| 21-3-1992                                                                | Tokyo                                                                    | Giappone                                                                 | 0 – 1                                                                    | Argentina                                                                | Coppa Kirin                                                              | -                                                                        |                                                                          |
| 3-6-1992                                                                 | Gifu                                                                     | Argentina                                                                | 1 – 0                                                                    | Galles                                                                   | Coppa Kirin                                                              | -                                                                        |                                                                          |
| 18-6-1992                                                                | Buenos Aires                                                             | Argentina                                                                | 2 – 0                                                                    | Australia                                                                | Amichevole                                                               | -                                                                        |                                                                          |
| 23-9-1992                                                                | Montevideo                                                               | Uruguay                                                                  | 0 – 0                                                                    | Argentina                                                                | Copa Lipton                                                              | -                                                                        |                                                                          |
| 16-10-1992                                                               | Riad                                                                     | Argentina                                                                | 4 – 0                                                                    | Costa d'Avorio                                                           | Coppa re Fahd                                                            | -                                                                        |                                                                          |
| 20-10-1992                                                               | Riad                                                                     | Arabia Saudita                                                           | 1 – 3                                                                    | Argentina                                                                | Coppa re Fahd                                                            | -                                                                        |                                                                          |
| 26-11-1992                                                               | Buenos Aires                                                             | Argentina                                                                | 2 – 0                                                                    | Polonia                                                                  | Amichevole                                                               | -                                                                        |                                                                          |
| 18-2-1993                                                                | Buenos Aires                                                             | Argentina                                                                | 1 – 1                                                                    | Brasile                                                                  | Coppa Centenario della AFA                                               | -                                                                        |                                                                          |
| 24-2-1993                                                                | Mar del Plata                                                            | Argentina                                                                | 1 – 1 dts                                                                | Danimarca                                                                | Coppa Artemio Franchi                                                    | -                                                                        |                                                                          |
| 17-6-1993                                                                | Guayaquil                                                                | Argentina                                                                | 1 – 0                                                                    | Bolivia                                                                  | Coppa America 1993 - 1º turno                                            | -                                                                        |                                                                          |
| 20-6-1993                                                                | Guayaquil                                                                | Argentina                                                                | 1 – 1                                                                    | Messico                                                                  | Coppa America 1993 - 1º turno                                            | -                                                                        |                                                                          |
| 23-6-1993                                                                | Guayaquil                                                                | Argentina                                                                | 1 – 1                                                                    | Colombia                                                                 | Coppa America 1993 - 1º turno                                            | -                                                                        |                                                                          |
| 27-6-1993                                                                | Guayaquil                                                                | Brasile                                                                  | 1 – 1 (5 – 6 dtr)                                                        | Argentina                                                                | Coppa America 1993 - Quarti di finale                                    | -                                                                        |                                                                          |
| 1-7-1993                                                                 | Guayaquil                                                                | Colombia                                                                 | 1 – 1 (5 – 6 dtr)                                                        | Argentina                                                                | Coppa America 1993 - Semifinale                                          | -                                                                        |                                                                          |
| 4-7-1993                                                                 | Guayaquil                                                                | Messico                                                                  | 1 – 2                                                                    | Argentina                                                                | Coppa America 1993 - Finale                                              | -                                                                        |                                                                          |
| 1-8-1993                                                                 | Lima                                                                     | Perù                                                                     | 0 – 1                                                                    | Argentina                                                                | Qual. Mondiali 1994                                                      | -                                                                        |                                                                          |
| 8-8-1993                                                                 | Asunción                                                                 | Paraguay                                                                 | 1 – 3                                                                    | Argentina                                                                | Qual. Mondiali 1994                                                      | -                                                                        |                                                                          |
| 15-8-1993                                                                | Barranquilla                                                             | Colombia                                                                 | 2 – 1                                                                    | Argentina                                                                | Qual. Mondiali 1994                                                      | -                                                                        |                                                                          |
| 22-8-1993                                                                | Buenos Aires                                                             | Argentina                                                                | 2 – 1                                                                    | Perù                                                                     | Qual. Mondiali 1994                                                      | -                                                                        |                                                                          |
| 29-8-1993                                                                | Buenos Aires                                                             | Argentina                                                                | 0 – 0                                                                    | Paraguay                                                                 | Qual. Mondiali 1994                                                      | -                                                                        |                                                                          |
| 5-9-1993                                                                 | Buenos Aires                                                             | Argentina                                                                | 0 – 5                                                                    | Colombia                                                                 | Qual. Mondiali 1994                                                      | -                                                                        |                                                                          |
| 31-10-1993                                                               | Sydney                                                                   | Australia                                                                | 0 – 1                                                                    | Argentina                                                                | Qual. Mondiali 1994                                                      | -                                                                        | [ 13 ]                                                                   |
| 17-11-1993                                                               | Buenos Aires                                                             | Argentina                                                                | 1 – 0                                                                    | Australia                                                                | Qual. Mondiali 1994                                                      | -                                                                        | [ 13 ]                                                                   |
| 15-12-1993                                                               | Miami                                                                    | Argentina                                                                | 2 – 1                                                                    | Germania                                                                 | Amichevole                                                               | -                                                                        |                                                                          |
| 23-3-1994                                                                | Recife                                                                   | Brasile                                                                  | 2 – 0                                                                    | Argentina                                                                | Amichevole                                                               | -                                                                        |                                                                          |
| 20-4-1994                                                                | Salta                                                                    | Argentina                                                                | 3 – 1                                                                    | Marocco                                                                  | Amichevole                                                               | -                                                                        |                                                                          |
| 18-5-1994                                                                | Santiago del Cile                                                        | Cile                                                                     | 3 – 3                                                                    | Argentina                                                                | Amichevole                                                               | -                                                                        |                                                                          |
| 25-5-1994                                                                | Guayaquil                                                                | Ecuador                                                                  | 3 – 3                                                                    | Argentina                                                                | Amichevole                                                               | -                                                                        |                                                                          |
| 31-5-1994                                                                | Ramat Gan                                                                | Israele                                                                  | 0 – 3                                                                    | Argentina                                                                | Amichevole                                                               | -                                                                        |                                                                          |
| 4-6-1994                                                                 | Zagabria                                                                 | Croazia                                                                  | 0 – 0                                                                    | Argentina                                                                | Amichevole                                                               | -                                                                        |                                                                          |
| 21-6-1994                                                                | Foxboro                                                                  | Argentina                                                                | 4 – 0                                                                    | Grecia                                                                   | Mondiali 1994 - 1º turno                                                 | -                                                                        |                                                                          |
| 25-6-1994                                                                | Foxboro                                                                  | Argentina                                                                | 2 – 1                                                                    | Nigeria                                                                  | Mondiali 1994 - 1º turno                                                 | -                                                                        |                                                                          |
| 30-6-1994                                                                | Dallas                                                                   | Argentina                                                                | 0 – 2                                                                    | Bulgaria                                                                 | Mondiali 1994 - 1º turno                                                 | -                                                                        |                                                                          |
| 3-7-1994                                                                 | Pasadena                                                                 | Romania                                                                  | 3 – 2                                                                    | Argentina                                                                | Mondiali 1994 - Ottavi di finale                                         | -                                                                        |                                                                          |
| 3-9-2006                                                                 | Londra                                                                   | Brasile                                                                  | 3 – 0                                                                    | Argentina                                                                | Amichevole                                                               | -                                                                        |                                                                          |
| 11-10-2006                                                               | Murcia                                                                   | Spagna                                                                   | 2 – 1                                                                    | Argentina                                                                | Amichevole                                                               | -                                                                        |                                                                          |
| 7-2-2007                                                                 | Saint-Denis                                                              | Francia                                                                  | 0 – 1                                                                    | Argentina                                                                | Amichevole                                                               | -                                                                        |                                                                          |
| 18-4-2007                                                                | Mendoza                                                                  | Argentina                                                                | 0 – 0                                                                    | Cile                                                                     | Coca Cola Cup                                                            | -                                                                        |                                                                          |
| 2-6-2007                                                                 | Basilea                                                                  | Svizzera                                                                 | 1 – 1                                                                    | Argentina                                                                | Amichevole                                                               | -                                                                        |                                                                          |
| 5-6-2007                                                                 | Barcellona                                                               | Argentina                                                                | 4 – 3                                                                    | Algeria                                                                  | Amichevole                                                               | -                                                                        |                                                                          |
| 28-6-2007                                                                | Maracaibo                                                                | Argentina                                                                | 4 – 1                                                                    | Stati Uniti                                                              | Coppa America 2007 - 1º turno                                            | -                                                                        |                                                                          |
| 2-7-2007                                                                 | Maracaibo                                                                | Argentina                                                                | 4 – 2                                                                    | Colombia                                                                 | Coppa America 2007 - 1º turno                                            | -                                                                        |                                                                          |
| 5-7-2007                                                                 | Barquisimeto                                                             | Argentina                                                                | 1 – 0                                                                    | Paraguay                                                                 | Coppa America 2007 - 1º turno                                            | -                                                                        |                                                                          |
| 8-7-2007                                                                 | Barquisimeto                                                             | Argentina                                                                | 4 – 0                                                                    | Perù                                                                     | Coppa America 2007 - Quarti di finale                                    | -                                                                        |                                                                          |
| 11-7-2007                                                                | Puerto Ordaz                                                             | Argentina                                                                | 3 – 0                                                                    | Messico                                                                  | Coppa America 2007 - Semifinale                                          | -                                                                        |                                                                          |
| 15-7-2007                                                                | Maracaibo                                                                | Brasile                                                                  | 3 – 0                                                                    | Argentina                                                                | Coppa America 2007 - Finale                                              | -                                                                        |                                                                          |
| 22-8-2007                                                                | Oslo                                                                     | Norvegia                                                                 | 2 – 1                                                                    | Argentina                                                                | Amichevole                                                               | -                                                                        |                                                                          |
| 11-9-2007                                                                | Melbourne                                                                | Australia                                                                | 0 – 1                                                                    | Argentina                                                                | Amichevole                                                               | -                                                                        |                                                                          |
| 13-10-2007                                                               | Buenos Aires                                                             | Argentina                                                                | 1 – 0                                                                    | Cile                                                                     | Qual. Mondiali 2010                                                      | -                                                                        |                                                                          |
| 17-10-2007                                                               | Maracaibo                                                                | Venezuela                                                                | 0 – 2                                                                    | Cile                                                                     | Qual. Mondiali 2010                                                      | -                                                                        |                                                                          |
| 17-11-2007                                                               | Buenos Aires                                                             | Argentina                                                                | 3 – 0                                                                    | Bolivia                                                                  | Qual. Mondiali 2010                                                      | -                                                                        |                                                                          |
| 20-11-2007                                                               | Bogotà                                                                   | Colombia                                                                 | 2 – 1                                                                    | Argentina                                                                | Qual. Mondiali 2010                                                      | -                                                                        |                                                                          |
| 6-2-2008                                                                 | Los Angeles                                                              | Argentina                                                                | 5 – 0                                                                    | Guatemala                                                                | Amichevole                                                               | -                                                                        | [ 14 ]                                                                   |
| 26-3-2008                                                                | Il Cairo                                                                 | Egitto                                                                   | 0 – 2                                                                    | Argentina                                                                | Amichevole                                                               | -                                                                        |                                                                          |
| 4-6-2008                                                                 | San Diego                                                                | Messico                                                                  | 1 – 4                                                                    | Argentina                                                                | Amichevole                                                               | -                                                                        |                                                                          |
| 8-6-2008                                                                 | East Rutherford                                                          | Stati Uniti                                                              | 0 – 0                                                                    | Argentina                                                                | Amichevole                                                               | -                                                                        |                                                                          |
| 15-6-2008                                                                | Buenos Aires                                                             | Argentina                                                                | 1 – 1                                                                    | Ecuador                                                                  | Qual. Mondiali 2010                                                      | -                                                                        |                                                                          |
| 18-6-2008                                                                | Belo Horizonte                                                           | Brasile                                                                  | 0 – 0                                                                    | Argentina                                                                | Qual. Mondiali 2010                                                      | -                                                                        |                                                                          |
| 20-8-2008                                                                | Minsk                                                                    | Bielorussia                                                              | 0 – 0                                                                    | Argentina                                                                | Amichevole                                                               | -                                                                        |                                                                          |
| 6-9-2008                                                                 | Buenos Aires                                                             | Argentina                                                                | 1 – 1                                                                    | Paraguay                                                                 | Qual. Mondiali 2010                                                      | -                                                                        |                                                                          |
| 10-9-2008                                                                | Lima                                                                     | Perù                                                                     | 1 – 1                                                                    | Argentina                                                                | Qual. Mondiali 2010                                                      | -                                                                        |                                                                          |
| 11-10-2008                                                               | Buenos Aires                                                             | Argentina                                                                | 2 – 1                                                                    | Uruguay                                                                  | Qual. Mondiali 2010                                                      | -                                                                        |                                                                          |
| 15-10-2008                                                               | Santiago del Cile                                                        | Cile                                                                     | 1 – 0                                                                    | Argentina                                                                | Qual. Mondiali 2010                                                      | -                                                                        |                                                                          |
| Totale                                                                   |                                                                          | Presenze                                                                 | 77                                                                       |                                                                          | Reti                                                                     |                                                                          |                                                                          |

## Palmarès

### Giocatore

#### Club

##### Competizioni nazionali
- Campionato argentino: 2

Racing Club: 1966
Huracán: Metropolitano 1973

##### Competizioni internazionali
- Coppa Libertadores: 1

Racing Club: 1967
- Coppa Intercontinentale: 1

Racing Club: 1967

### Allenatore

#### Club

##### Competizioni nazionali
- Campionato argentino: 2

Boca Juniors: Apertura 2005, Clausura 2006

##### Competizioni internazionali
- Supercoppa sudamericana: 1

Racing Club: 1988
- CONCACAF Giants Cup: 1

América 2001
- Coppa Sudamericana: 1

Boca Juniors: 2005
- Recopa Sudamericana: 2

Boca Juniors: 2005, 2006

#### Nazionale
- Coppa America: 2

Cile 1991, Ecuador 1993
- Confederations Cup: 1

1992
- Coppa Artemio Franchi: 1

Argentina 1993

#### Individuale
- Allenatore sudamericano dell'anno: 1

1991